# 무궁화 꽃이 피었습니다

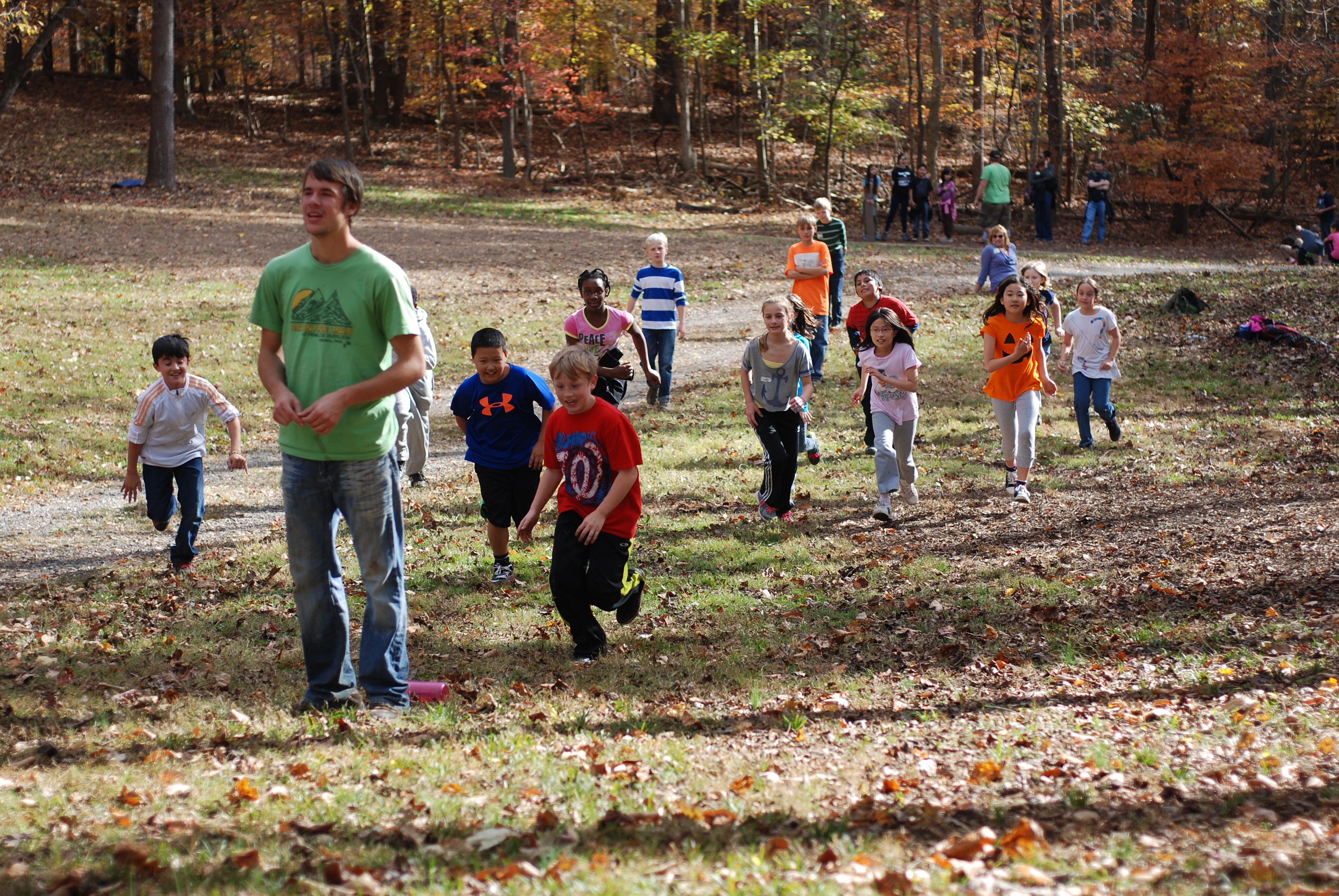
한 사람이 구호를 외치는 중에 나머지 인원들이 접근하고 있다.

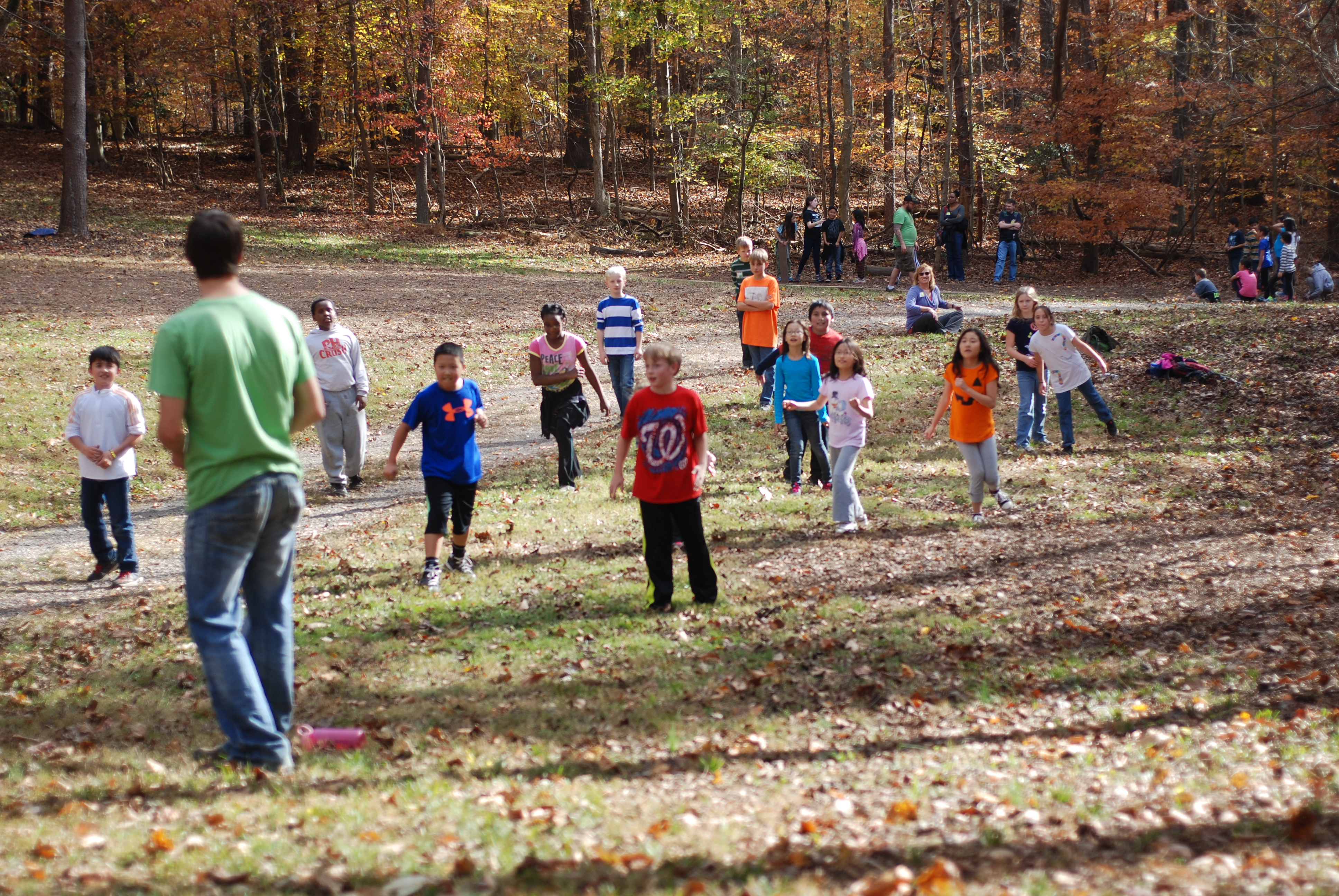
움직이는 사람이 있는지 잡아내는 모습이다.

무궁화 꽃이 피었습니다는 숨바꼭질의 응용놀이이다. 술래가 벽을 보고 '무궁화 꽃이 피었습니다'를 외치다가 구호가 끝남과 동시에 뒤를 돌아보고 움직이는 사람이 있으면 잡아낸다. (일반적으로 앞부분의 구호를 천천히 읊다가 이후에는 끝부분의 단어들을 재빠르게 외치며 움직이는 사람들을 잡아낸다.)
최근에는 이 놀이의 다양한 변형들이 나타났다. 술래가 '무궁화 꽃이 피었습니다'에서 뒤 서술 부분을 바꾸어 말하면 그대로 흉내 내야 하고 흉내를 제대로 못 내면 포로가 되는 식이다. 만약 '무궁화 꽃이 춤을 춥니다'라고 술래가 외치고 나서 뒤를 돌아본다면 그때에 맞추어 춤을 추어야 한다.
최근 넷플릭스의 오징어 게임의 첫번째 게임으로 나와 게임이 급부상했다.

## 유사한 놀이
- 중국: 하나, 둘, 셋, 우리는 모두 나무인간입니다.(중국어 (중국): 一、二、三、我们都是木头人)
- 대만: 하나, 둘, 셋, 나무인간입니다.(중국어 (대만): 一, 二, 三, 木頭人)
- 홍콩: 하나, 둘, 셋 신호등 조심하세요.(중국어 (홍콩): 一二三，紅綠燈，過馬路，要小心)
- 스페인: 하나, 둘, 셋. 벽에 닿아라~!(스페인어: Uno, dos, tres, toca la pared)
- 일본: 달마님이 넘어졌다(일본어: 達磨さんが転んだ 다루마산가 코론다[*])
- 미국: 레드라이트, 그린라이트, 하나둘셋!(영어: Red Light, Green Light)
- 영국: 할머니의 발자취!(영국 영어: Grandmother's Footsteps)
- 프랑스: 하나둘셋 술래~!
- 폴란드: 하나둘셋 나는 봤다!
- 체코: 설탕, 커피, 레몬, 차, 사탕~ 폭탄!(체코어: Cukr, káva, limonáda... čaj, rum, bum!)
- 이스라엘: 하나, 둘, 셋, 짠 생선!
- 핀란드: 거울!(핀란드어: Peili)
- 베트남: 하나, 둘, 셋!(베트남어: Một, Hai, Ba)

## 같이 보기
- What's the time, Mr Wolf?